# Michel Loève
Michel Loève (22.1.1907 tại Jaffa, Palestine – 17.2.1979 tại Berkeley, California, Hoa Kỳ) là nhà lý thuyết xác suất và nhà thống kê toán học. Ông nổi tiếng về định lý Karhunen-Loève.

## Cuộc đời và Sự nghiệp
Loève học tiểu và trung học trong một trường tiếng Pháp ở Ai Cập. Sau đó ông sang học toán học ở Đại học Paris dưới sự hướng dẫn của Paul Lévy, và đậu bằng tiến sĩ toán học năm 1941.
Do nguồn gốc Do Thái ông bị Đức Quốc xã bắt giam trong Trại Drancy. Sau khi được giải phóng, ông làm việc ở Viện Henri Poincaré của Đại học Paris từ năm 1944 tới 1946, rồi tới năm 1948 ở Đại học London. Sau thời hạn làm giáo sư thỉnh giảng ở Đại học Columbia, ông nhận làm giáo sư toán học ở Đại học California tại Berkeley. Năm 1955 ông nhận thêm chức giáo sư thống kê học.
Ông là tác giả của một trong các sách giáo khoa nổi tiếng nhất về lý thuyết xác suất của độ đo.
Năm 1992, bà quả phụ "Line Loève" đã lập ra Giải Loève để vinh danh chồng mình.